# Bradybaenus scalaris
Bradybaenus scalaris – gatunek chrząszcza z rodziny biegaczowatych i podrodziny Harpalinae.
Chrząszcz o ciele ubarwionym żółtawo z tyłem głowy, parą podłużnych przepasek na przedpleczu oraz częściowo międzyrzędami pokryw od drugiego do szóstego metalicznie zielonymi. Mniejsza od przedplecza głowa ma oczy bardziej wypukłe niż u B. czeppeli. Mocno poprzeczne przedplecze ma brzegi boczne przed kątami tylnymi co najwyżej niezafalowane lub faliste, a nasadę wyraźnie węższą od nasady pokryw.
Owad afrotropikalny. Wyróżnia się dwa podgatunki o niezachodzących zasięgach, wyraźnych różnicach zewnętrznych, ale prawie identycznych edeagusach:
- Bradybaenus scalaris scalaris (Olivier, 1808) – występuje w Republice Zielonego Przylądka i kontynentalnej Afryce Zachodniej, Środkowej i Wschodniej: od Senegalu, przez m.in. Czad, po Erytreę. Jego przedplecze ma brzegi boczne przed ostrymi lub prostymi kątami tylnymi wyraźnie faliste. Ramieniowe części pokryw pozbawione są ząbków[1].
- Bradybaenus scalaris somalicus Allaud, 1922 – występuje w Somalii i Kenii. Jego przedplecze ma brzegi boczne przed zaokrąglonymi kątami tylnymi co najwyżej nieco faliste. Ramieniowe części pokryw uzbrojone są w ząbki. W części lokalizacji kenijskich sympatrycznie współwystępuje z B. opulentus[1].